# 김보지
김보지(金保之, ? - ?)는 조선시대 전기의 문신, 정치인이다. 평안도찰방, 길주판관(吉州 判官), 충청도도사(忠淸道都事)를 거쳐 세조 때 좌익원종공신(左翼原從功臣)에 녹훈되었다. 조선후기의 문신 김상로, 김재로, 김약로, 김치인, 김종수 등과 독립운동가 김규식의 방계 조상이다. 본관은 청풍이다.

## 생애
판봉상시사 김중방의 손자이자 호조참의(戶曹參議)를 지낸 김관(金灌)의 아들이다.
일찍이 관직에 올라 진무(鎭撫)를 역임하였다. 경기도와 충청도 경계선 연로에 도둑이 나타나 밤이면 원우(院宇)에 들어가서 사람의 재물을 겁탈하니, 1436년(세종 18년) 4월 세종대왕의 명을 받아 장력이 있고 용기가 있는 군사 30여 명을 인솔하고 가서 체포하게 하였다.
이후 평안도찰방(平安道察訪)을 거쳐 1441년 왕명을 받고 길주 판관(吉州 判官)으로 부임하였다. 세종대왕은 친히 그를 인견하여 “길주는 경계가 북방과 연접하여 방어에 가장 긴요한 곳이니, 가거든 마음과 힘을 다하여 내 뜻에 부응하게 하라.”고 명하였다. 충청도도사(忠淸道都事) 등을 거쳐 판관 등을 역임하였다.
1450년(문종 1) 문종 즉위 후 사헌부 지평(司憲府持平)을 겸임하였다. 그러나 세종대왕의 국상(國喪) 중에 한 기생을 사랑하였다가 비판을 받기도 했다. 그에 의하면 '음탕 방종하여 행검(行檢)이 없어서 충청도 도사가 되어 국상의 졸곡(卒哭) 전에 청주(淸州)의 기생을 지나치게 사랑했으며, 또 청렴하지 못하다는 비난이 있었는데, 이때에 와서 대관(臺官)에 임명하니, 뭇사람의 평판이 크게 놀랍게 여겼다.'한다. 그해 사직(司直)을 지냈다.
그러나 세종대왕 국상 중에 기생을 가까이한게 문제되어 1451년 탄핵을 받기도 했다.
이후 고사(庫使)로 재직 중, 세조 즉위 후 좌익원종공신(左翼原從功臣)에 녹선되었다.

## 가족 관계
안종례는 안당의 종증조부이자 안구의 숙부이다.
- 할아버지 : 김중방, 판봉상시사
- 아버지 : 김관(金灌), 호조참의 역임
  - 형 : 김흔지(金俒之)
  - 동생 : 김의지(金儀之)
    - 조카 : 김리(金理) - 김상로, 김재로, 김치인, 김종수, 김규식의 조상
    - 조카 : 김후(金珝)
    - 조카 : 김진(金瑱)
    - 조카 : 김오(金珸)
    - 조카 : 김수(金琇)

  - 동생 : 김억지(金億之)
- 부인 : 순흥 안씨, 안종례(安從禮)의 딸
  - 아들 : 김순동(金順仝)
  - 아들 : 김한동(金漢仝)

## 같이 보기
- 계유정난
- 세조 찬위
- 좌익공신
- 안구
- 안당